# 羅遵殿
羅遵殿（1798年—1860年），字澹村，號問雲，安徽宿松人。清朝政治人物，道光乙未進士，官至浙江巡撫。太平軍破杭州時仰藥自盡。

## 生平

### 初入仕途
道光十五年（1838年）进士，直隶即用知县，历南乐县、唐山县、清苑县诸县，冀州直隶州，皆有声绩。擢浙江湖州府知府，调杭州府，擢湖北安襄郧荆道。遵殿在浙，以捕盗名。至湖北，檄所属治团练，楚北民团自此始(再有江忠源楚勇，最後曾國藩仿效成立湘軍)。

### 擅勦盜匪
咸丰二年（1852年），太平軍第一次攻陷武昌，土匪郭大安谋呼应太平軍，捕斩之。三年（1853年），署按察使。会捻軍窥襄、樊，遵殿还襄阳筹防。总督张亮基疏陈給咸豐帝，讚揚遵殿得民心，请提标归其调遣。
咸丰六年（1856年），迁两淮盐运使，留湖北治粮台。游勇煽饥民为乱，蔓延荆、襄、郧、宜四郡，遵殿固守，待援兵至，大破之。同年秋，武汉克复（註：實為太平軍韋俊棄守），遵殿力固上游。以盗贼起於饥寒，劝置义仓七十馀所，以税馀银修老龙堤捍水患，就迁湖北按察使。咸丰八年（1858年），迁布政使。时胡林翼任巡抚，百废具举，对遵殿非常倚重。咸丰九年（1859年），遵殿升任福建巡抚，未到任，即调浙江巡抚。

### 戰歿
咸豐十年（1860年）二月，太平軍由独松关逼杭州，湖南遣萧翰庆、李元度两军来援，翰庆战死，元度道阻不得前。太平軍壁城南山上，下临城中。遵殿求援兵於江南，未至，兵少，实不能出杭州城外战。浙西初经寇乱，人不知兵，议战议守，纷纭不定。会久雨，遵殿徒步泥淖中，守浃旬，城陷，仰药死，妻女同殉，诏予优恤。寻以御史高延祜奏劾遵殿不能御贼，罢其恤典。
遵殿任外吏二十年，廉介绝俗，同治初，诏允曾国藩之请，念其历官有声，到浙未久，追赠右都御史(被御史彈劾再贈封御史，還羅清白)，予骑都尉世职，谥壮节。

## 延伸阅读
[在维基数据编辑]
 《清史稿·卷395》，出自趙爾巽《清史稿》